# BRD Bucarest Open 2018
Il BRD Bucarest Open 2018 è stato un torneo femminile di tennis che si è giocato sulla terra rossa. È stata la quinta edizione del torneo che fa parte della categoria International nell'ambito del WTA Tour 2018. Si è giocato a Bucarest, in Romania, dal 16 al 22 luglio 2018.

## Partecipanti

### Teste di serie
| Nazionalità | Giocatrice           | Ranking* | Testa di serie |
| ----------- | -------------------- | -------- | -------------- |
| Lettonia    | Anastasija Sevastova | 21       | 1              |
| Romania     | Mihaela Buzărnescu   | 28       | 2              |
| Romania     | Irina-Camelia Begu   | 36       | 3              |
| Croazia     | Petra Martić         | 43       | 4              |
| Romania     | Sorana Cîrstea       | 51       | 5              |
| Romania     | Ana Bogdan           | 59       | 6              |
| Francia     | Pauline Parmentier   | 63       | 7              |
| Slovenia    | Polona Hercog        | 64       | 8              |

* Ranking al 2 luglio 2018.

### Altre partecipanti
Le seguenti giocatrici hanno ricevuto una Wild card:
- Miriam Bulgaru
- Andreea Roșca
- Elena-Gabriela Ruse

La seguente giocatrice è entrata nel tabellone principale con il ranking protetto:
- Laura Siegemund

Le seguenti giocatrici sono passate dalle qualificazioni:

- Irina Bara
- Çağla Büyükakçay
- Claire Liu
- Rebecca Šramková

### Ritiri
Prima del torneo
- Sara Errani → sostituita da  Ons Jabeur
- Kaia Kanepi → sostituita da  Ysaline Bonaventure
- Monica Niculescu → sostituita da  Viktoriya Tomova
- Yulia Putintseva → sostituita da  Jasmine Paolini
- Carla Suárez Navarro → sostituita da  Vera Zvonarëva

Durante il torneo
- Polona Hercog
- Pauline Parmentier

## Campionesse

### Singolare
Anastasija Sevastova ha battuto in finale  Petra Martić con il punteggio di 7–6(4), 6-2.
- È il terzo titolo in carriera per la Sevastova, il primo della stagione.

### Doppio
Irina-Camelia Begu /  Andreea Mitu hanno battuto in finale  Danka Kovinić /  Maryna Zanevs'ka con il punteggio di 6-3, 6-4.